# بیرکیر مار سایوارسون
بیرکیر مار سایوارسون (انگلیسی: Birkir Már Sævarsson؛ زادهٔ ۱۱ نوامبر ۱۹۸۴) یک بازیکن فوتبال اهل ایسلند است.
از باشگاه‌هایی که در آن بازی کرده‌است می‌توان به باشگاه فوتبال بران و باشگاه فوتبال هامارابی اشاره کرد.
وی همچنین در تیم ملی فوتبال ایسلند بازی کرده‌است.